# Anne Clifford

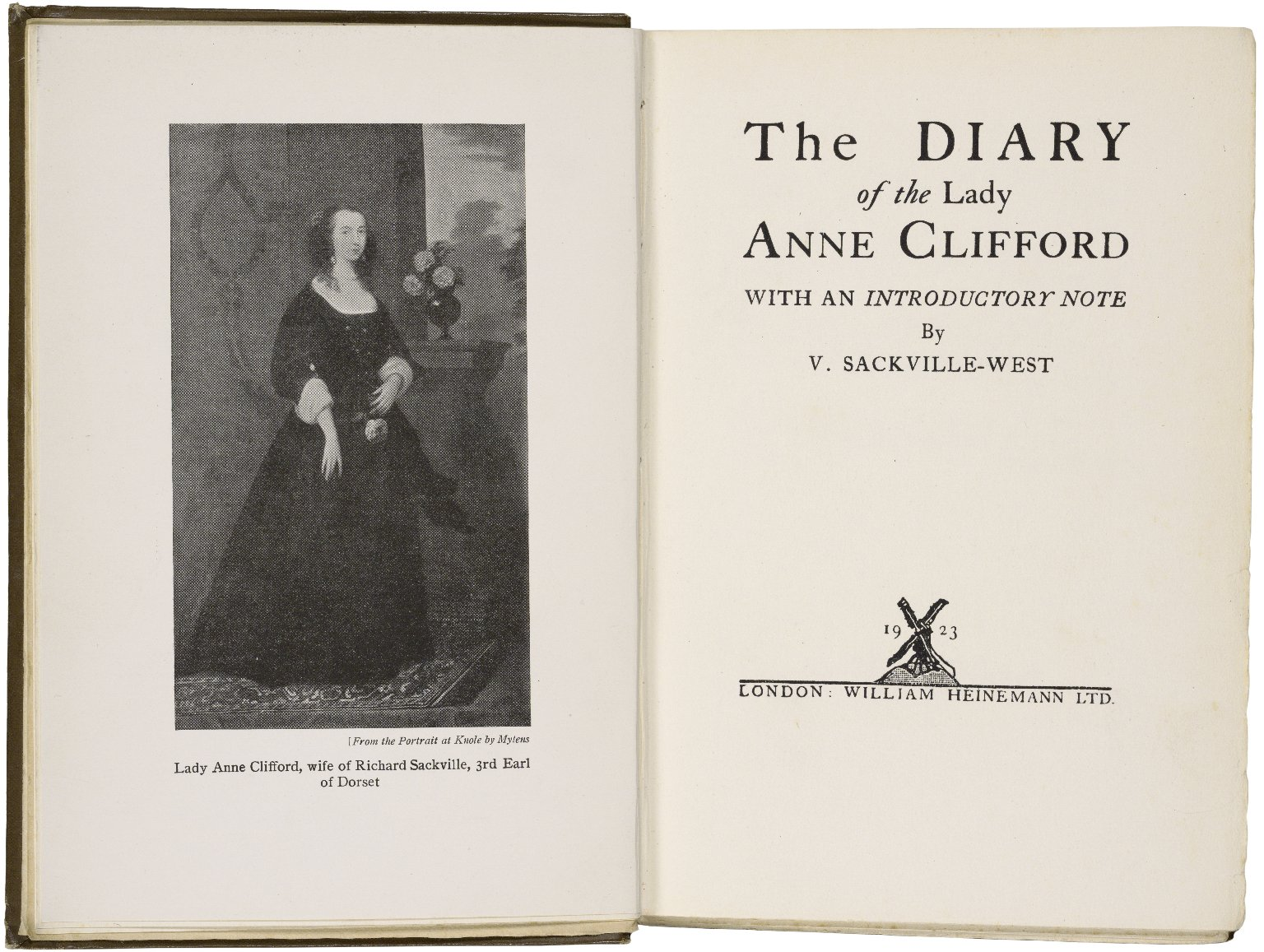
Primera página de los Diarios de Clifford, edición de 1923

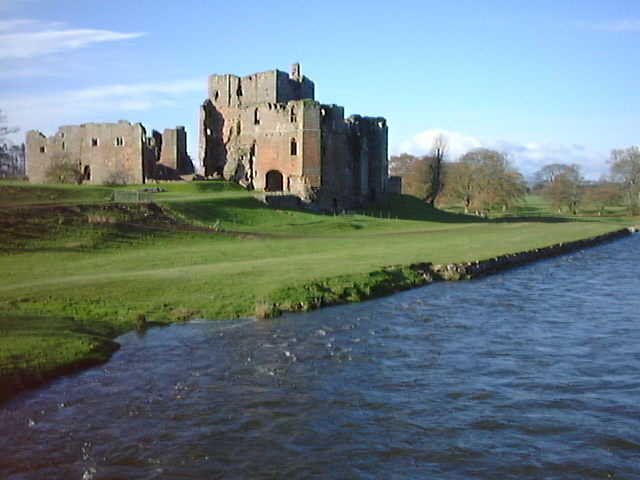
Brougham Castle

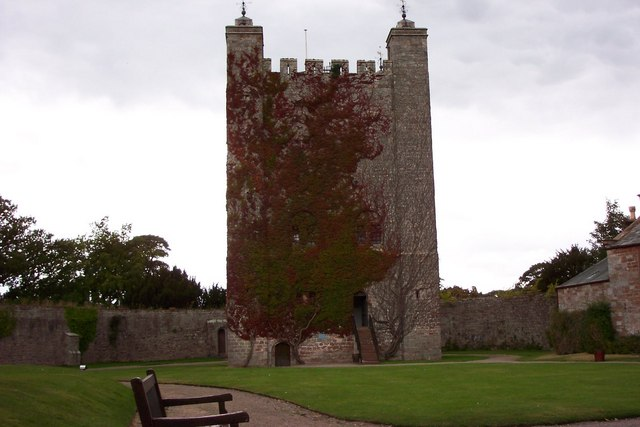
Appleby Castle

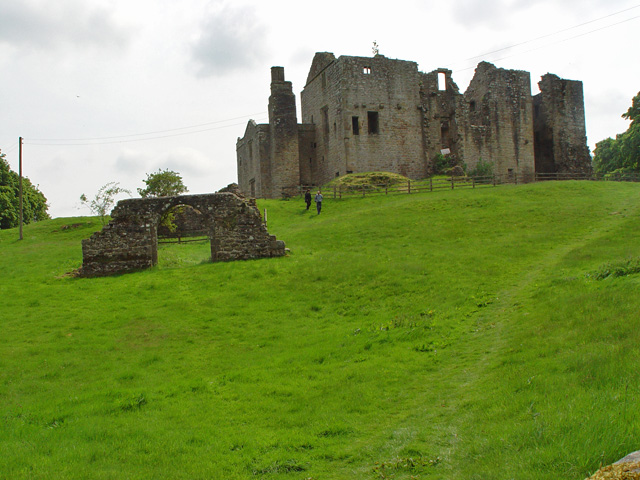
Barden Tower

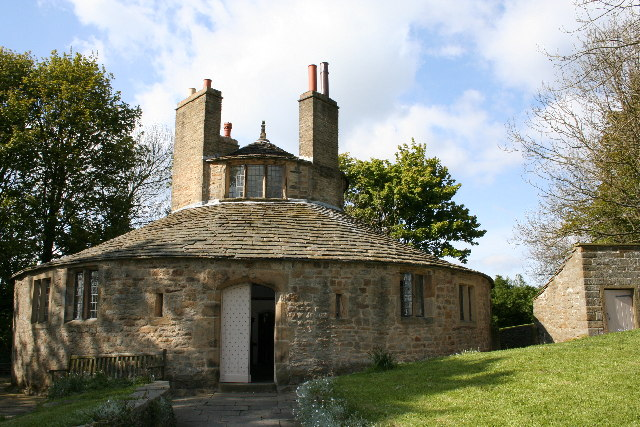
Hospital Beamsley

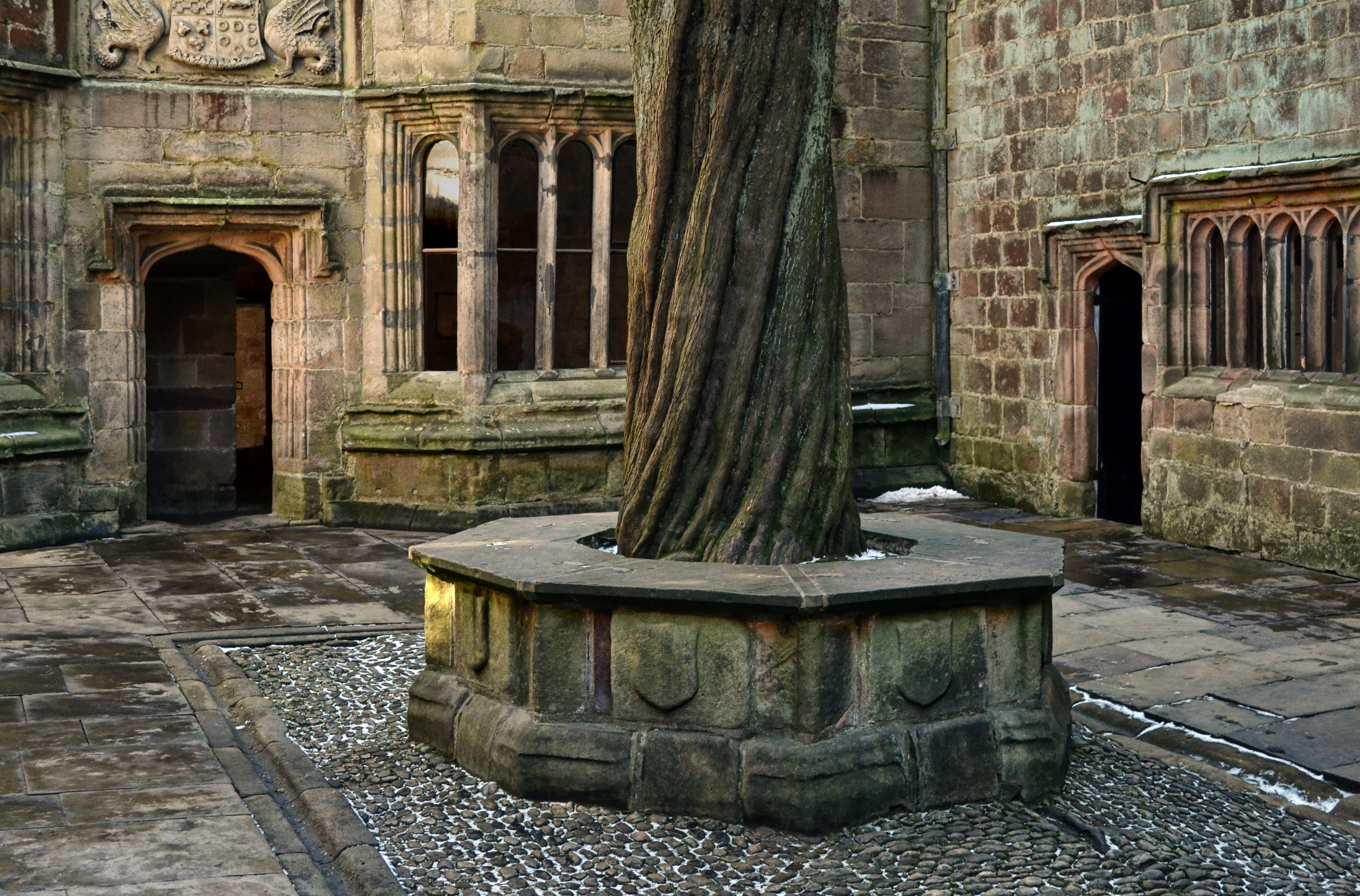
Skipton Castle

Lady Anne Clifford, condesa viuda de Dorset, Pembroke y Montgomery, suo jure 14va baronesa de Clifford (30 de enero de 1590-22 de marzo de 1676) fue una aristócrata Inglesa. En 1605, heredó la antigua baronía de su padre por escrito y se convirtió en la suo jure 14.ª baronesa de Clifford. Ella era mecenas de las artes literarias literatura y como lo demuestra en su diario y cuantiosas cartas fue considerada un personaje literario en su propio derecho. Ella desempeñó el cargo hereditario de gran sheriff de Westmorland, papel que ejerció desde 1653 a 1676. 

## Orígenes
Lady Anne nació el 30 de enero de 1590 y fue bautizada el 22 de febrero siguiente en la iglesia de Skipton en Yorkshire. Ella era la única vástago superviviente y heredera de George Clifford, 3.er Conde de Cumberland (1558 - 1605), del Castillo de Appleby en Westmorland y el castillo de Skipton en Yorkshire, por su esposa Margarita Russell de Clifford, condesa de Cumberland, hija de Francis Russell, II conde de Bedford).

## Herencia

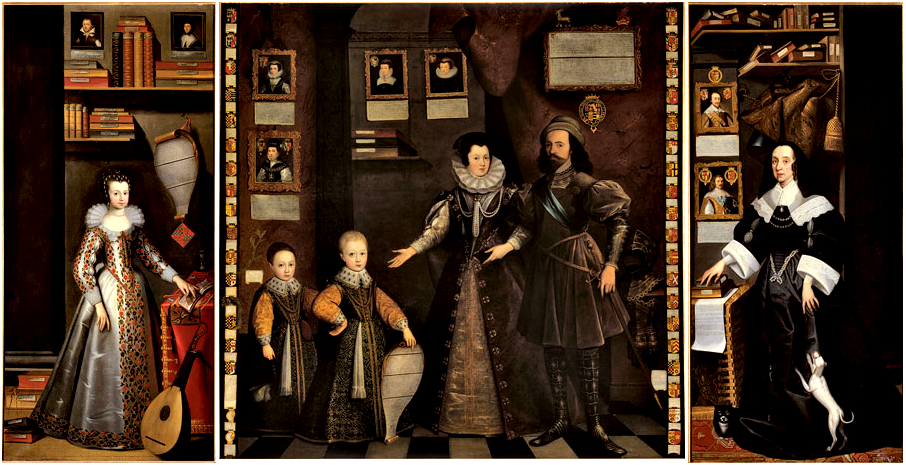
The Great Picture, es un enorme tríptico, que mide 2,56m de alto y 4,92m de ancho. Fue encargado en 1646 por Anne Clifford y atribuido a Jan van Belcamp (1610-1653). Se encontraba anteriormente expuesto en Appleby Castle y actualmente reside en Abbot Hall Art Gallery, Kendal, Cumbria. Representa a Anne como a una muchacha en la izquierda y como a una mujer madura en la derecha. El panel central muestra a sus padres y hermanos menores. La pintura está repleta de elementos significativos que se refieren a su vida y a su herencia paternal, ganada después de una larga disputa legal

A la muerte de su padre el 30 de octubre de 1605, ella sucedió "suo jure" al antiguo título de barón de Clifford, una baronía creada por mandato en 1299, pero el condado de su padre pasó (según la patente con la cual fue creada) como era de costumbre, a su heredero masculino, en este caso el heredero asignado por él fue su hermano menor Francis Clifford, 4.º Conde de Cumberland (1559-1641) y le había legado a Anne la cuantiosa suma de £15,000. En su juventud adulta emprendió una larga y compleja batalla legal para obtener las fincas de la familia, que había sido concedidas por el rey Eduardo II de Inglaterra (1307- 1327) bajo el argumento de que la normativa sucesoria era primogenitura absoluta cognática, en vez de los £15,000 deseados para ella y que ella sólo tenía 15 años en ese momento. No fue hasta la muerte en 1643 sin descendencia masculina de Henry Clifford, 5.º conde de Cumberland, el único hijo del conde, que Anne logró recuperar las propiedades de la familia, a pesar de que no obtuvo la completa posesión de las tierras hasta 1649.

## Primeros años
El matrimonio de sus padres estaba en un momento de crisis por la muerte de los dos hermanos mayores de Anne antes de que pudieran alcanzar los 5 años, en consecuencia sus padres vivieron separados durante la mayor parte de su infancia. Ella fue educada en una casa casi enteramente femenina, evocada en la descripción de Cookeham por Emilia Lanier y recibió una excelente educación por parte de su tutor, el poeta Samuel Daniel. Aun siendo niña ella era una de las favoritas de la reina Isabel I de Inglaterra. Ella bailó en la mascarada con la reina Ana de Dinamarca, consorte del rey James I de Inglaterra, y actuó como la Ninfa del Aire durante el Tethys's Festival cuyo organización fue dirigida por su tutor. También participó en varias mascaradas cortesanas organizadas por Ben Jonson, incluyendo The Masque of Beauty (1608) y The Masque of Queens (1609).

## Matrimonios y progenie
Lady Anne se casó dos veces:
- Primero el 27 de febrero de 1609 con [[Richard Sackville, 3.er conde de Dorset]] (d.1624). Ambos matrimonios fueron considerados difíciles; Contemporáneos citaron la personalidad inflexible de Lady Anne como causa, mientras que su primo Edward Russell, 3.er conde de Bedford la comparó con el tranquilo Río Ródano.[5] Con su primer marido tuvo cinco hijos, tres hijos murieron antes de alcanzar la edad adulta y sus dos hijas terminaron siendo co-herederas:
  - Lady Margaret Sackville (1614-1676), hija mayor, esposa de Juan Tufton, 2.º Conde de Thanet (1609-1664), con quien tuvo once niños. El título Barón de Clifford pasó a ser parte de la familia de Tufton.
  - Lady Isabella Sackville (1622-1661), hija menor, esposa de [[James Compton, 3.er conde de Northampton]] (1622-1681). Sus hijos murieron sin descendencia, por lo que parte de la herencia materna de los Clifford pasó a los Condes de Thanet, la familia de su hermana.

- En 1630, en segundas nupcias se casa con Philip Herbert, IV conde de Pembroke KG (1584-1650), cuya primera esposa, Susan de Vere, condesa de Montgomery había muerto el año anterior. El mayor conflicto que tuvo con su segundo marido residía en su decisión de permitir que su hija menor hiciera su propia elección de marido.

## Mecenazgo
Fue una importante mecenas de las artes literarias literatura, y debido a sus propios escritos en forma de cartas y el diario que mantuvo entre 1603 y 1616, era considerada una figura literaria por mérito propio. John Donne dijo de ella podría dar "un discurso de todas las cosas acerca de la Predestinación y la seda". Jan van Belcamp pintó un enorme retrato tríptico de Anne Clifford , siguiendo su propio diseño y especificaciones.  Titulada "La Gran Imagen", retrata a Lady Anne en tres puntos de su vida: a la edad de 56 años (derecha), a los 15 años (izquierda) y antes del nacimiento mientras se encontraba en el vientre de su madre (centro). En relación con la pintura, Anne Clifford fechó su propia concepción el 1 de mayo de 1589, un acto inusual de precisión para su época.

## Obras arquitectónicas
Junto a Katherine Briçonnet y Bess de Harwick es una de las primeras arquitectas registradas por la historia. 
Una vez recuperadas sus propiedades en 1649, diseñó y trabajó en la reconstrucción de los edificios abandonados o dañados durante la Guerra Civil Inglesa. Además construyó edificios de servicio a estos -molinos, almacenes, iglesias, asilos- e infraestructura de caminos y puentes. Dirigió los monumentos funerarios para su familia y allegados o en los elementos de recuerdo como el Pilar de la Condesa –Countess Pillar- en memoria de su madre. Además, durante toda su vida llevó un diario detallado – The Diary of Lady Anne Clifford– que recoge detalladamente tanto circunstancias personales como históricas, entre ellas, el funeral de Isabel I en 1603 o el incendio de Londres en 1666.
Lady Anne Clifford dio instrucciones a los escultores y artesanos sobre el tipo, formato, heráldica, inscripciones y detalles de cada una de ellas. Su perfil como diseñadora de estas obras conmemorativas es claro, a pesar de que, en otros textos, habitualmente, sólo se le nombra como Mecenas de las Artes y no como arquitecta, diseñadora o constructora -como en el caso de Nikolaus Pevsner, en sus recopilaciones de la arquitectura británica, al igual que lo hiciera con Elizabeth Wilbraham.
En los diarios de Clifford, resumidos por ella misma y editados por Julius P. Gilson en 1916, se indica con claridad que las obras, tanto de los monumentos funerarios como de la reconstrucción o nuevo levantamiento de edificios, se realizan siempre ‘by my directions’, es decir ‘según mis indicaciones’.
La extensa actuación de Lady Anne Clifford -arquitecta- ha quedado recogida documentalmente y es visible en una gran variedad de construcciones -en sus territorios-, entre las que destacan la reconstrucción, adecuación y mejora de castillos e iglesias; la construcción de asilos para mujeres viudas y sus hijos; la construcción de molinos, almacenes e infraestructura para que sus territorios fueran más productivos y, por supuesto, los elementos conmemorativos o monumentos. Muchos de dichos edificios y monumentos están listados y protegidos por las leyes de patrimonio británicas. Y, cabe destacar, además, la aportación documental por escrito de datos, detalles y precisiones sobre dichos edificios, sus circunstancias y hechos lo que permite situar mejor el contexto de dichas obras.
Las construcciones más remarcables se encuentran en un recorrido de 100 millas entre Skipton y Penrith que conforman el recorrido, Lady Anne’s Way – entre las que destacamos el castillo de Skipton, el castillo de Pendragon, el castillo de Brough, la iglesia de Brough, el castillo de Appleby, el asilo de Appleby y el castillo de Brougham.
La intervención de Lady Anne Clifford no se centró sólo en la construcción, entendida esta sólo como la solución a un problema o necesidad. En el texto ya citado de Helen C. Gladstone – Building an Identity – esta describe sus intereses formales y culturales calificándolos, además, como conservadores y contrarios a la decadencia de la corte en Londres, lo que la aproxima aún más a la posición actual de una arquitecta como teórica de la arquitectura,
Las obras de Anne Clifford que están catalogadas como patrimonio histórico por el English Heritage son:
- Appleby Castle restauración 1651-3 grado I
- Establos, Appleby Castle 1652 grado I
- St Michael, Appleby 1659 grado II
- Almshouses, Appleby 1651 grado I

## Vida posterior y muerte
Después de mudarse al norte, se dedicó a vivir en varios de sus castillos, rotando su residencia en periodos de varios meses a un año. Murió a los 86 años en el Castillo de Brougham, en la habitación en la que había nacido su padre y en la cual su madre había fallecido. A su muerte ella ostentaba los títulos de condesa viuda de Dorset, de Pembroke, y de Montgomery. Su tumba y monumento se encuentran en la Iglesia de San Lorenzo, Appleby-in-Westmorland.